# Nationale Sluitingsprijs 2007
Il Nationale Sluitingsprijs 2007, settantaquattresima edizione della corsa, valevole come prova del circuito UCI Europe Tour 2007 categoria 1.1, si svolse il 16 ottobre 2007 per un percorso di 177,2 km. Fu vinto dall'olandese Floris Goesinnen, che giunse al traguardo in 3h56'00" alla media di 45,060 km/h.
Furono 97 in totale i ciclisti che portarono a termine il percorso al traguardo di Kapellen.

## Ordine d'arrivo (Top 10)
| Pos. | Corridore          | Squadra      | Tempo    |
| ---- | ------------------ | ------------ | -------- |
| 1    | Floris Goesinnen   | Skil-Shimano | 3h56'00" |
| 2    | Roy Sentjens       | Predictor    | a 14"    |
| 3    | Kristof Goddaert   | Davitamon    | a 18"    |
| 4    | Geert Omloop       | Jartazi      | s.t.     |
| 5    | Kevin Hulsmans     | Quick Step   | s.t.     |
| 6    | Evert Verbist      | Ch. Jacques  | s.t.     |
| 7    | Maarten den Bakker | Skil-Shimano | s.t.     |
| 8    | Wouter Weylandt    | Quick Step   | a 48"    |
| 9    | Jurgen Van Loocke  | Palmans Cras | s.t.     |
| 10   | Jürgen Roelandts   | Davitamon    | s.t.     |